# Maylana Martin
Maylana Lynn Martin, coniugata Douglas (Honolulu, 17 aprile 1978), è un'ex cestista e allenatrice di pallacanestro statunitense, professionista nella WNBA.

## Carriera
È stata selezioanta dalle Minnesota Lynx al primo giro del Draft WNBA 2000 (10ª scelta assoluta).